# Wilhelm Dinesen

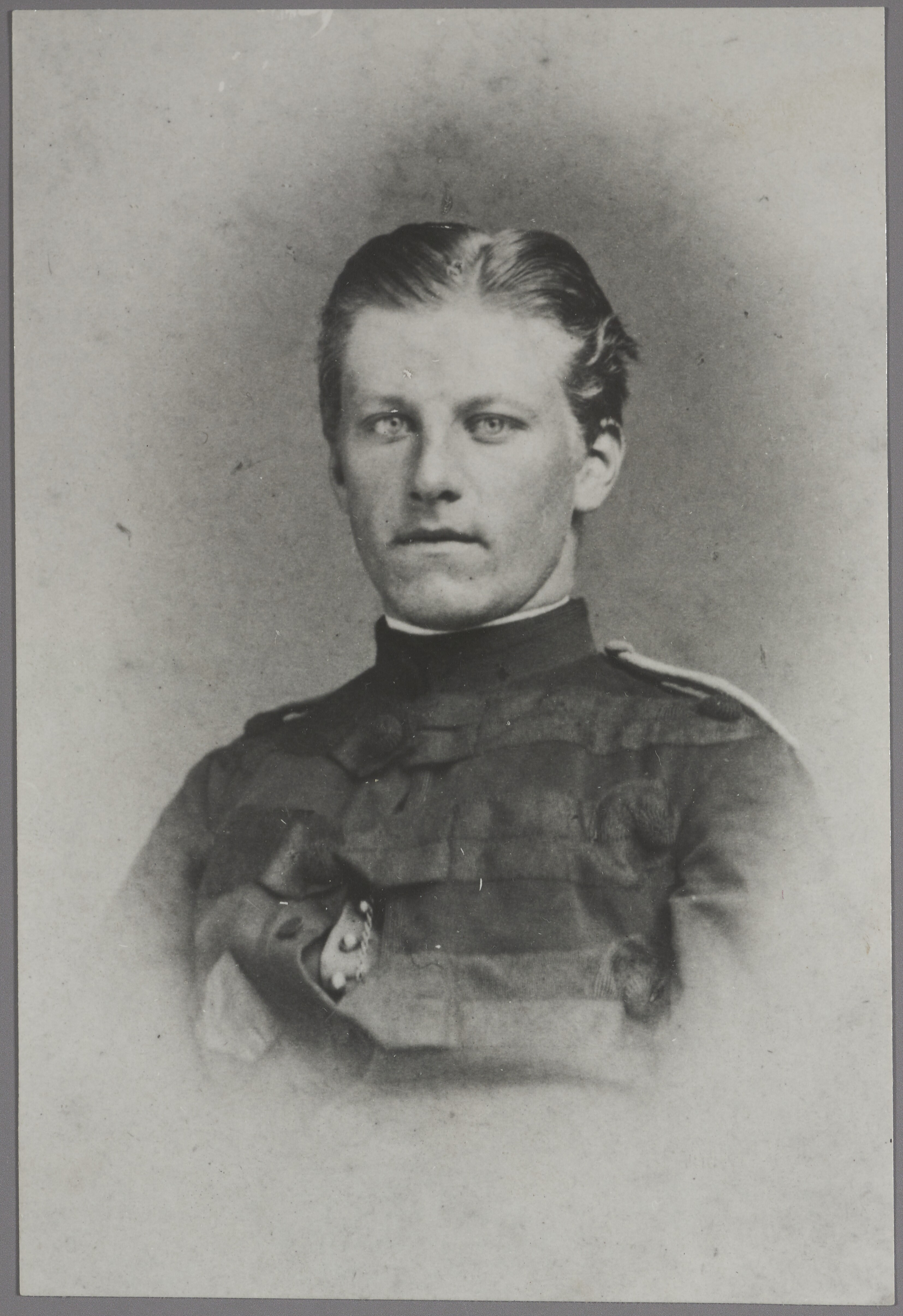
Wilhelm Dinesen.

Adolph Wilhelm Dinesen, född den 19 december 1845 i Köpenhamn, död där den 28 mars 1895, var en dansk författare, officer, äventyrare och politiker.

## Biografi
Dinesen växte upp på sätesgården Katholm på Djursland och gick i skola i Köpenhamn. Liksom sin far valde han den militära banan och blev 1863 fänrik i det 9:e regementet och deltog som 18-åring i kriget mot Preussen i striderna vid Dannevirke, Sankelmark och Dybbøl. Han skrev senare boken Från 8:e Brigaden om sina erfarenheter från kriget. År 1867 blev Dinesen löjtnant och tjänstgjorde i Köpenhamn fram till november 1870 (avgick 1873 ). Han deltog på fransk sida i det fransk-tyska kriget 1870 –1871 och fick då kaptens grad.

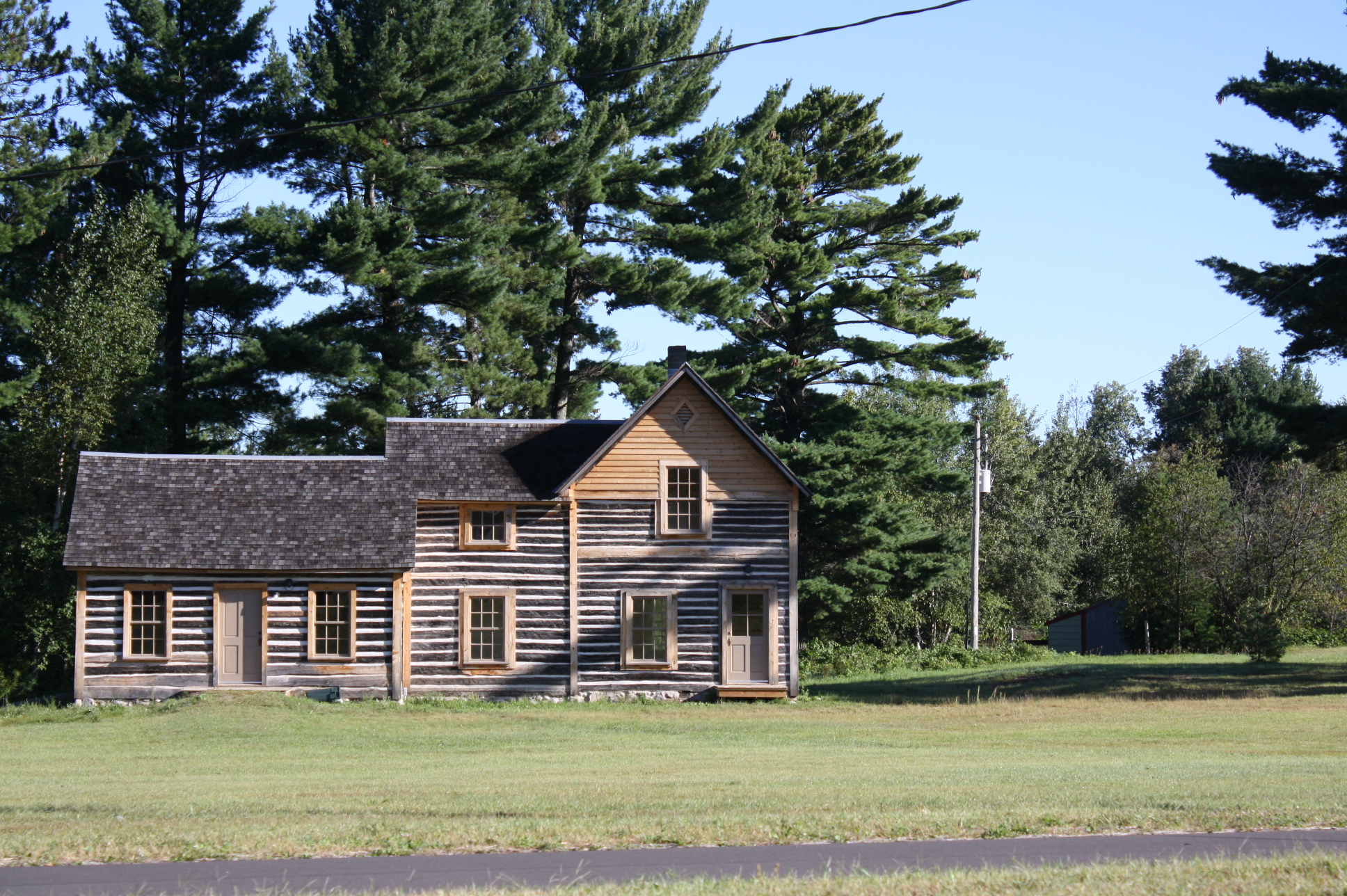
Frydenlund (Wisconsin).

Samma år reste Dinesen till Nordamerika, där han stannade en tid i Nebraska i flera olika positioner, för att sedan mellan 1873 och 1874 bosatte sig i vildmarken i Wisconsin där han levde som jägare. Han bodde under perioder med indianer och lärde sig deras levnadssätt och syn på naturen. Indianerna gav honom namnet Boganis (hasselnöt), som han senare används som pseudonym för böckerna Jagtbrev och Nye jagtbrev.
Han återvände 1874 till Danmark, där han hjälpte sin sjuke far i jordbruket fram till dennes död 1876 och reste sedan 1877 till Turkiet. Där gick han med i den turkiska armén under det rysk-turkiska kriget på Balkan. År 1879 köpte han Rungstedlund och Folehavegaard och gifte sig 1881 med Ingeborg Westenholz. De hade fem barn, däribland Karen Blixen och Thomas Dinesen.
Under sin tid som markägare var han politiskt engagerad och angrep med stor skärpa i pamfletter och tidningsartiklar Köpenhamns befästningar och regeringens provisoriska lagstiftning. Han vände sig också mot Venstres politiska beteende och radikala ekonomiska reformer.
År 1892 lyckades han bli vald till Folketinget (för Grenå-kretsen) och arbetade här med fridlysning, jaktbestämmelser och försvarspolitik fram till sitt självmord 1895. Som författare räknas Dinesen till Danmarks klassiker bland annat tack vare Paris under Communen (1872) och två samlingar Jagtbrev (1889 och 1892), utgivna i svensk översättning 1947.